# Kostel svatého Vavřince (Žákava)
Kostel Povýšení svatého Kříže je římskokatolický kostel v Žákavě. Od roku 1958 je chráněn jako kulturní památka.

## Historie
První písemná zmínka o kostele v Žákavě a místní venkovské farnosti je z roku 1354. Nejstarší dochovanou částí kostela je presbytář s paprskovou klenbou z 1. poloviny 14. století. Původní je zřejmě i zdivo lodi, vítězný oblouk a okno presbytáře. Sakristie byla přistavěna rovněž již ve středověku; velká tloušťka jejích zdí naznačuje možnou existenci původní věže. Okna sakristie i výklenky jsou rovněž původní. Kostel byl upravován koncem 14. století a v 16. století.
V 18. století byl kostel barokně přestavěn. Byl postaven kůr, západní vstup a v lodi byla prolomena nová okna. Věž a krovy byly postaveny zřejmě na konci 18. století nebo možná až na začátku 19. století. Tím získal kostel svůj současný vzhled. Schodiště ve věži je až ze 20. století.

## Stavební podoba
Kostel je jednolodní stavba. Loď je obdélníkového půdorysu s presbytářem na východní straně. Presbytář je zaklenut šestipaprskovou klenbou. K východní zdi závěru presbytáře přiléhá čtyřboká věž s jehlanovou střechou. Ze severu přiléhá k presbytáři sakristie čtvercového půdorysu s plochým stropem a s okny zaklenutými polokruhovými oblouky. Kostel je obklopen barokní hřbitovní zdí.
Severozápadně od kostela stojí památkově chráněná socha svatého Václava. 
Kostel vystavěný na nevysokém návrší tvoří místní dominantu.

## Interiér kostela
Vybavení kostela je z větší části raně barokní a pochází z konce 17. století. Tvoří ho hlavní oltář s akanty, jehož dominantou je socha svatého Vavřince. Dále pak postranní oltáře, které jsou rovněž barokní a pocházejí ze stejné doby jako hlavní oltář. Na prvním z nich je obraz svatého Václava, na druhém obraz Panny Marie stojící na půlměsíci a hadu. Raně barokní kazatelna pochází z roku 1637.

## Galerie

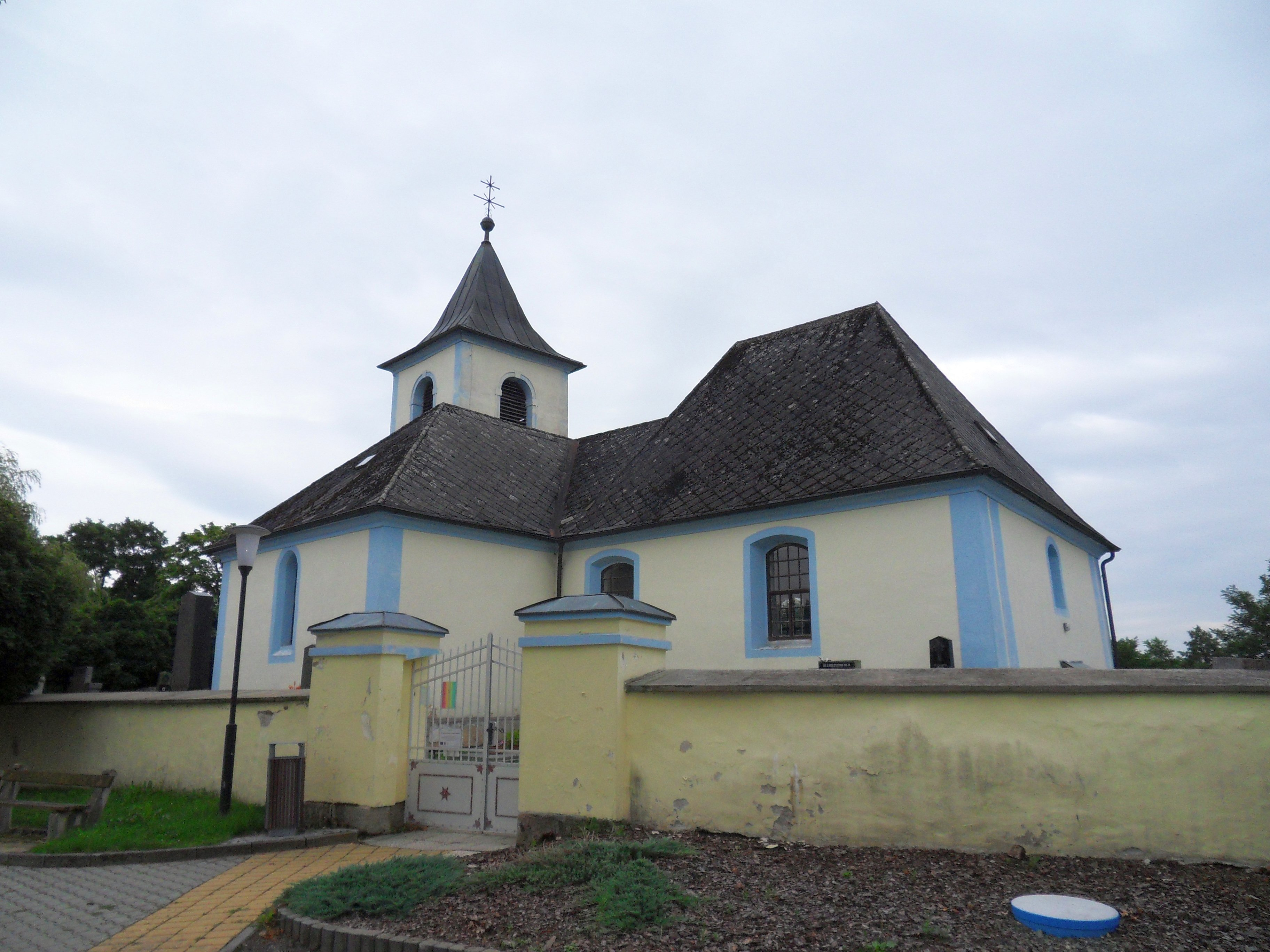
Celkový pohled na kostel od severozápadu
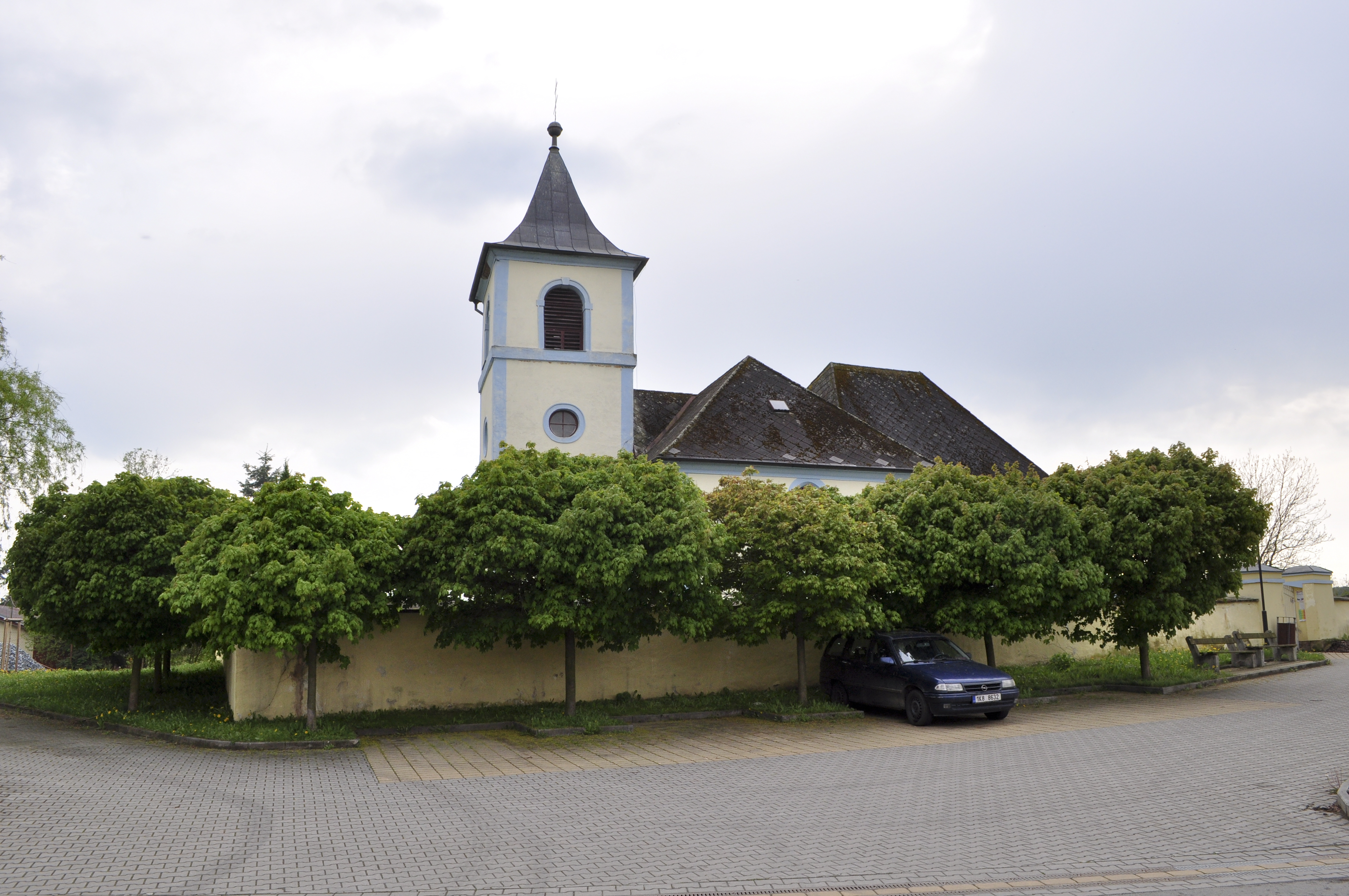
Celkový pohled na kostel do severovýchodu
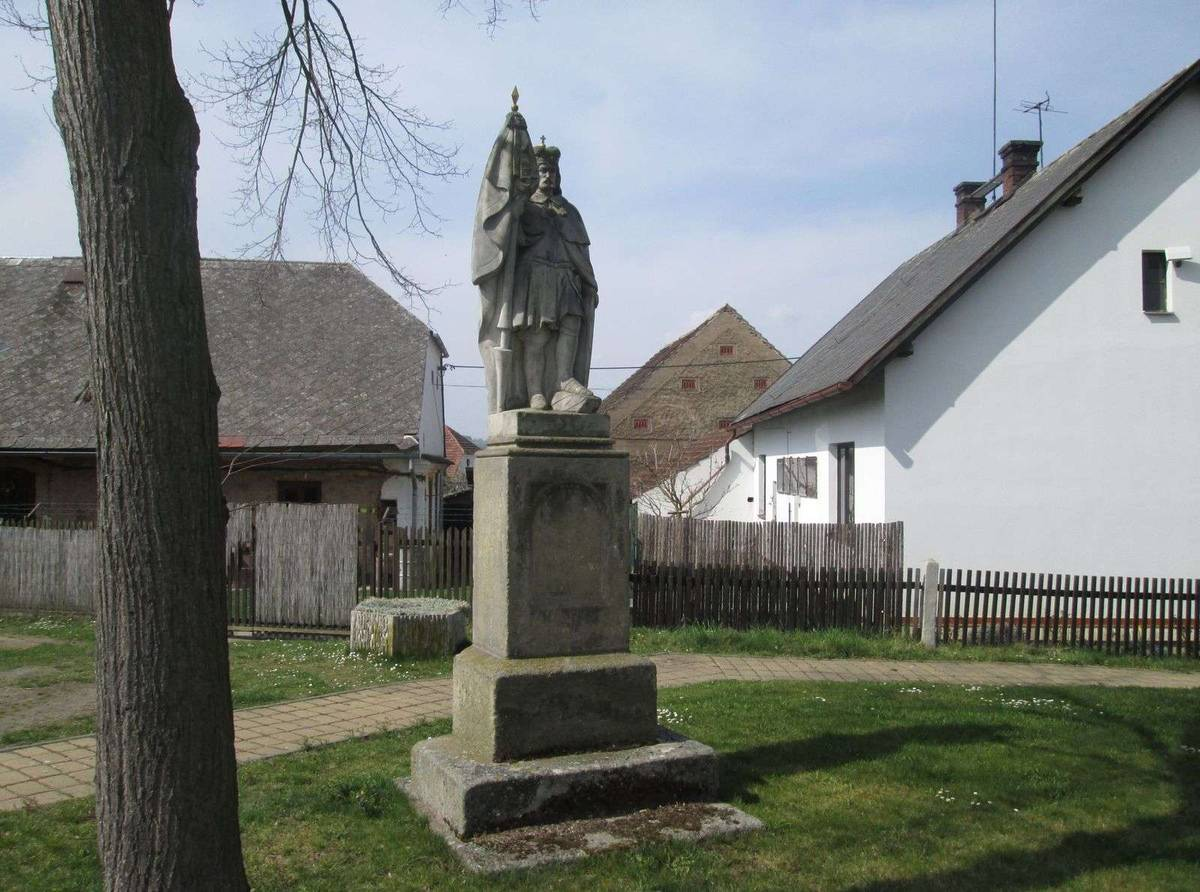
Socha svatého Václava před kostelem
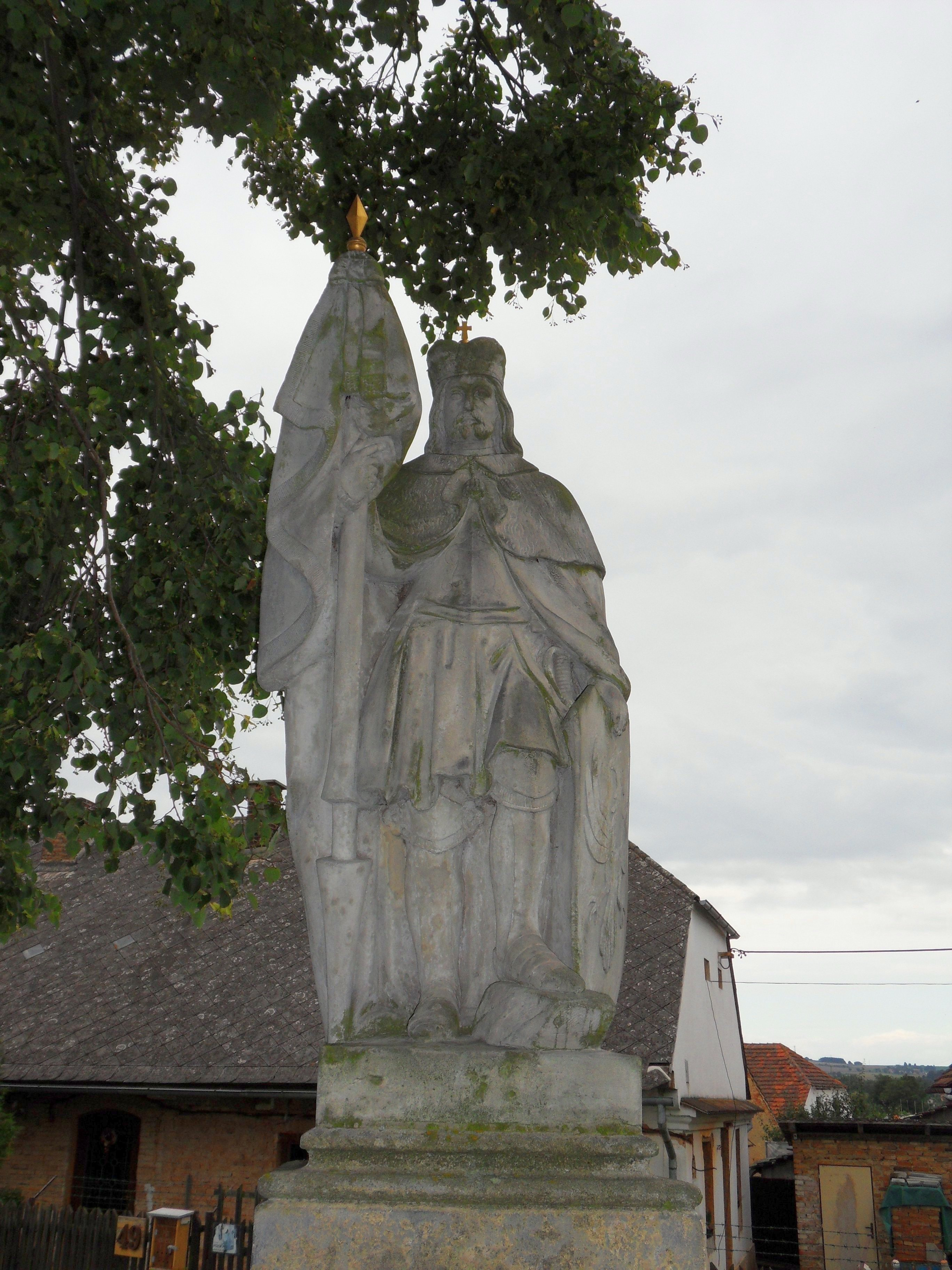
Detail sochy svatého Václava